# Halbinsel Rodopos

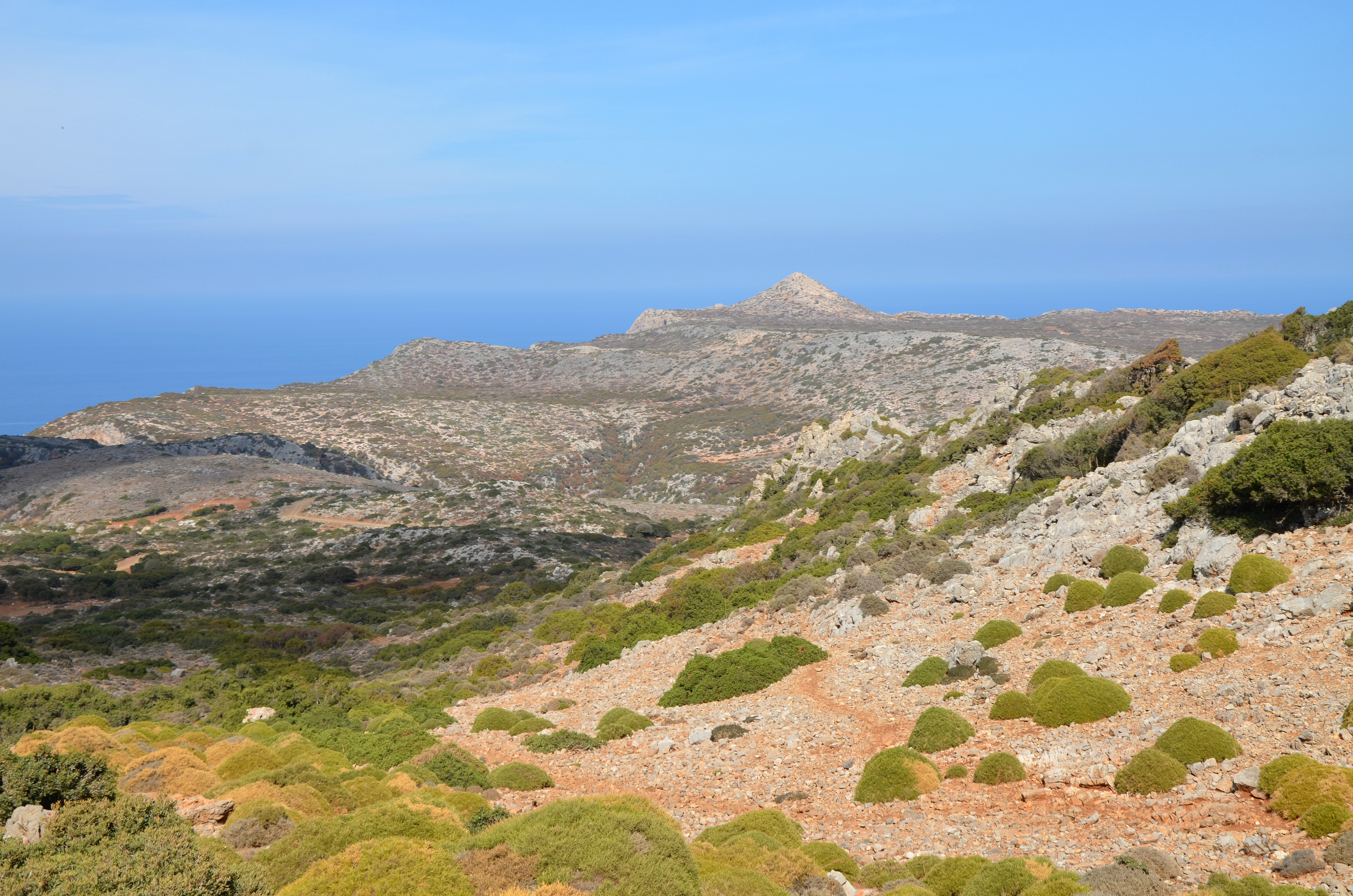
Kap Spatha im Norden der Halbinsel

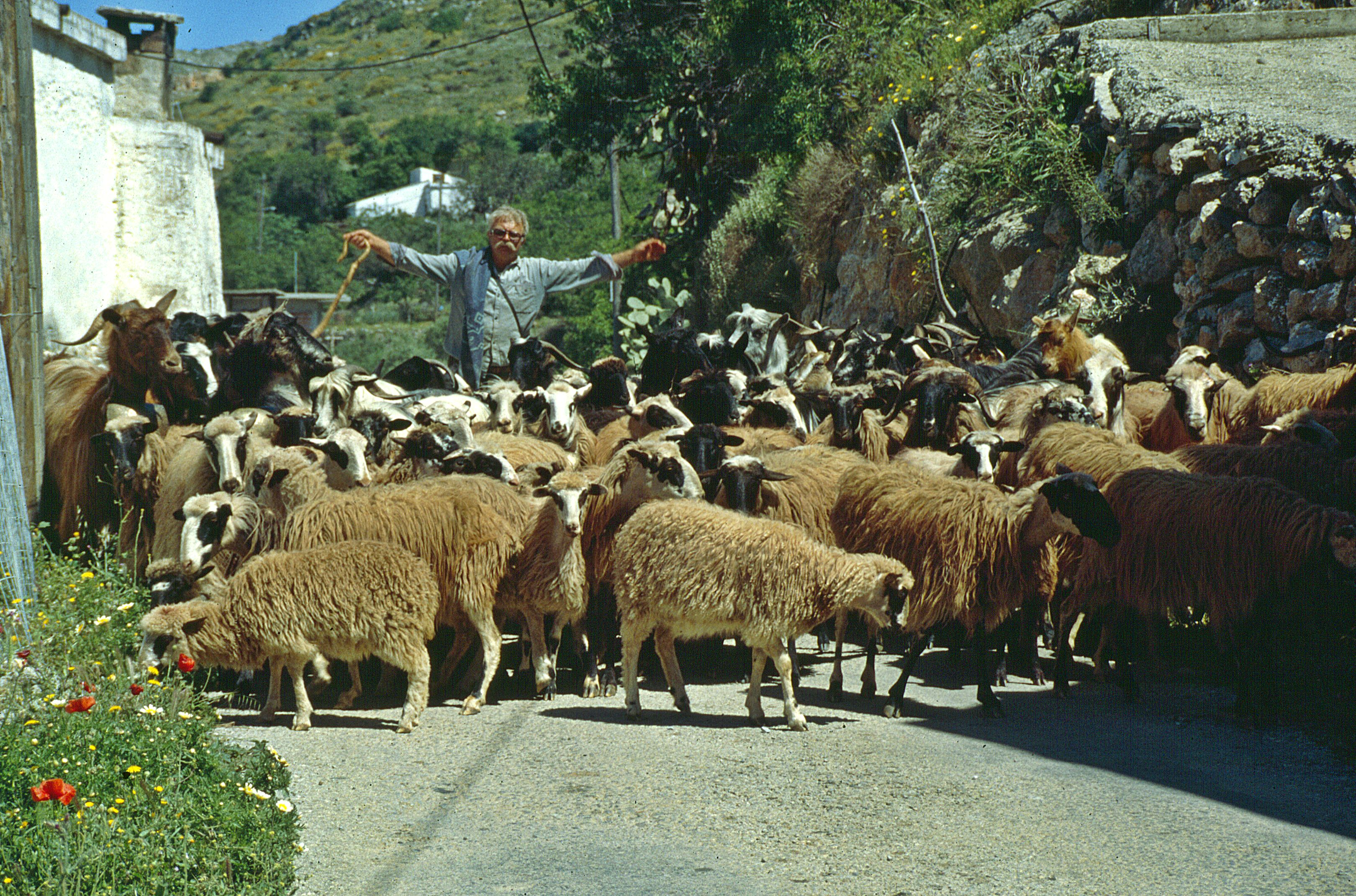
Schafherde auf Rodopos (1999)

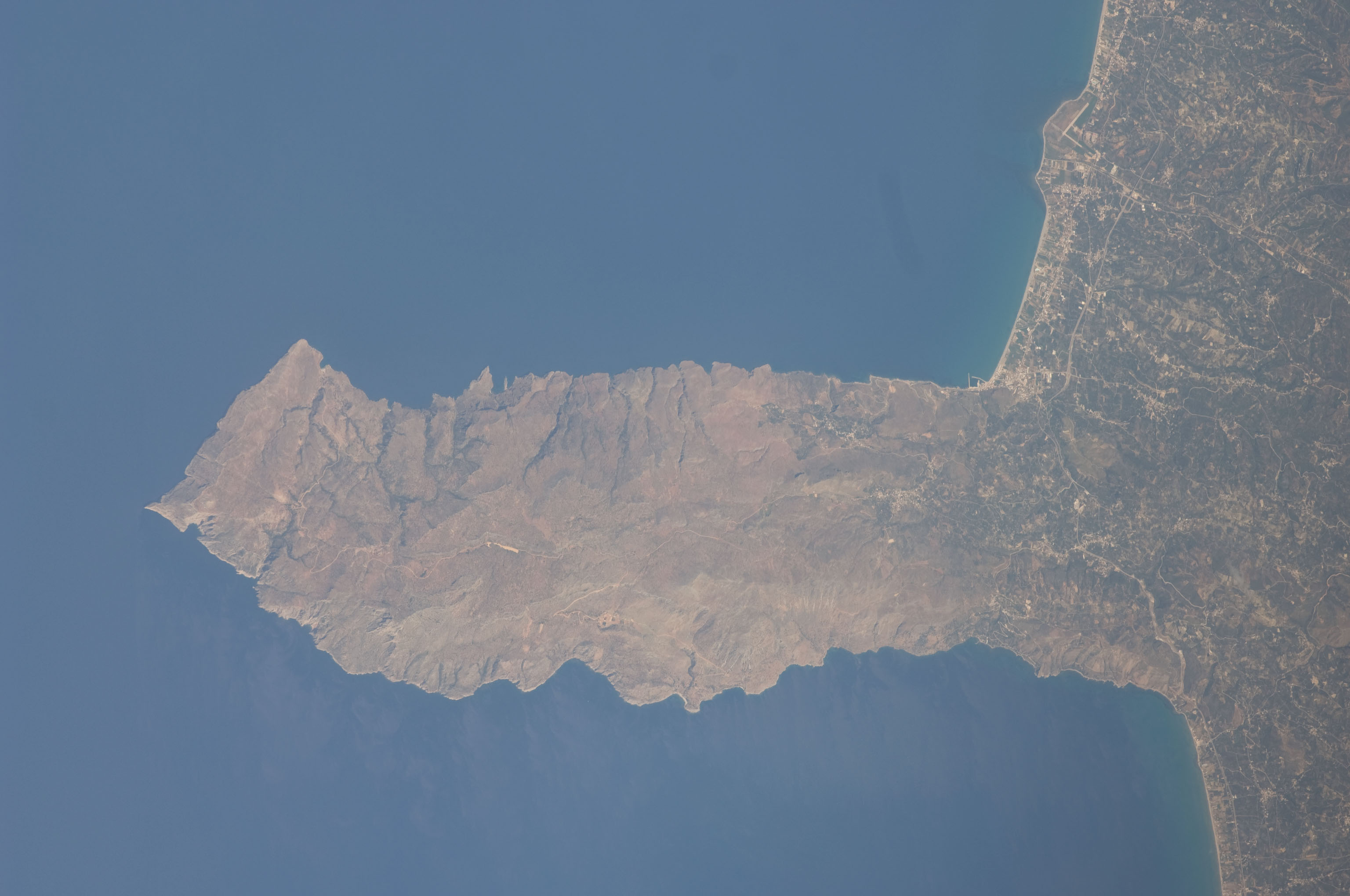
Luftaufnahme der Halbinsel Rodopos

Rodopos (griechisch Χερσόνησος Ροδοπού) ist eine dünn besiedelte Halbinsel im nordwestlichen Teil der griechischen Insel Kreta. Kleinere Ortschaften gibt es lediglich im südlichen Teil der Halbinsel. Der Norden, in dem sich die Überreste eines antiken Heiligtums befinden, ist kaum erschlossen. In der Antike trug die Halbinsel den Namen Tityros (Τίτυρος).

## Lage und Größe
Die etwa 18 Kilometer lange Halbinsel Rodopos ragt wie ein ausgestreckter Finger in das Kretische Meer hinein, an der breitesten Stelle misst sie etwa 5 Kilometer. Die Halbinsel befindet sich im westlichen Teil der Nordküste Kretas. Westlich davon liegt die Bucht von Kissamos und die etwa 15 Kilometer entfernte Halbinsel Gramvousa mit den vorgelagerten Felseninseln Imeri Gramvousa und Agria Gramvousa. Im Osten von Rodopos breitet sich die Bucht von Chania aus.
Von Nord nach Süd durchzieht ein Gebirgsrücken die Halbinsel, höchste Erhebungen sind Onichas (748 Meter) und Spitakiou Korfi (646 Meter). Die nordwestlichste Landspitze bildet das Kap Spatha, dieses markiert zugleich die nördlichste Ausdehnung der Insel Kreta.
Verwaltungsmäßig gehört die Halbinsel zur Gemeinde Platanias im Regionalbezirk Chania.

## Naturraum
Die Entstehung der Halbinsel beruht auf Verwerfungen, die vor allem im Westen teils steil abfallende Küstenberge bildeten. Kalkhaltiges Gestein begünstigte die Entstehung von Senken, kleinen Schluchten und vorgelagerten Meeresterrassen.
Die Halbinsel einschließlich der Küstenregion zwischen Kolymvari und Platanias sind Teil des Netzwerks Natura 2000, zusammengenommen hat das Gebiet eine Größe von knapp 29 Quadratkilometer. In der kaum besiedelten Region machen viele Zugvögelarten Station, die Küsten sind Eiablagestätte der Unechten Karettschildkröte (Caretta caretta).
Ein Teil der kargen Böden wird landwirtschaftlich genutzt, den überwiegenden Teil der Halbinsel überzieht jedoch eine Phrygana aus Dorniger Bibernelle, Kopfigem Thymian und anderen anspruchslosen Zwergsträuchern.

## Besiedlung

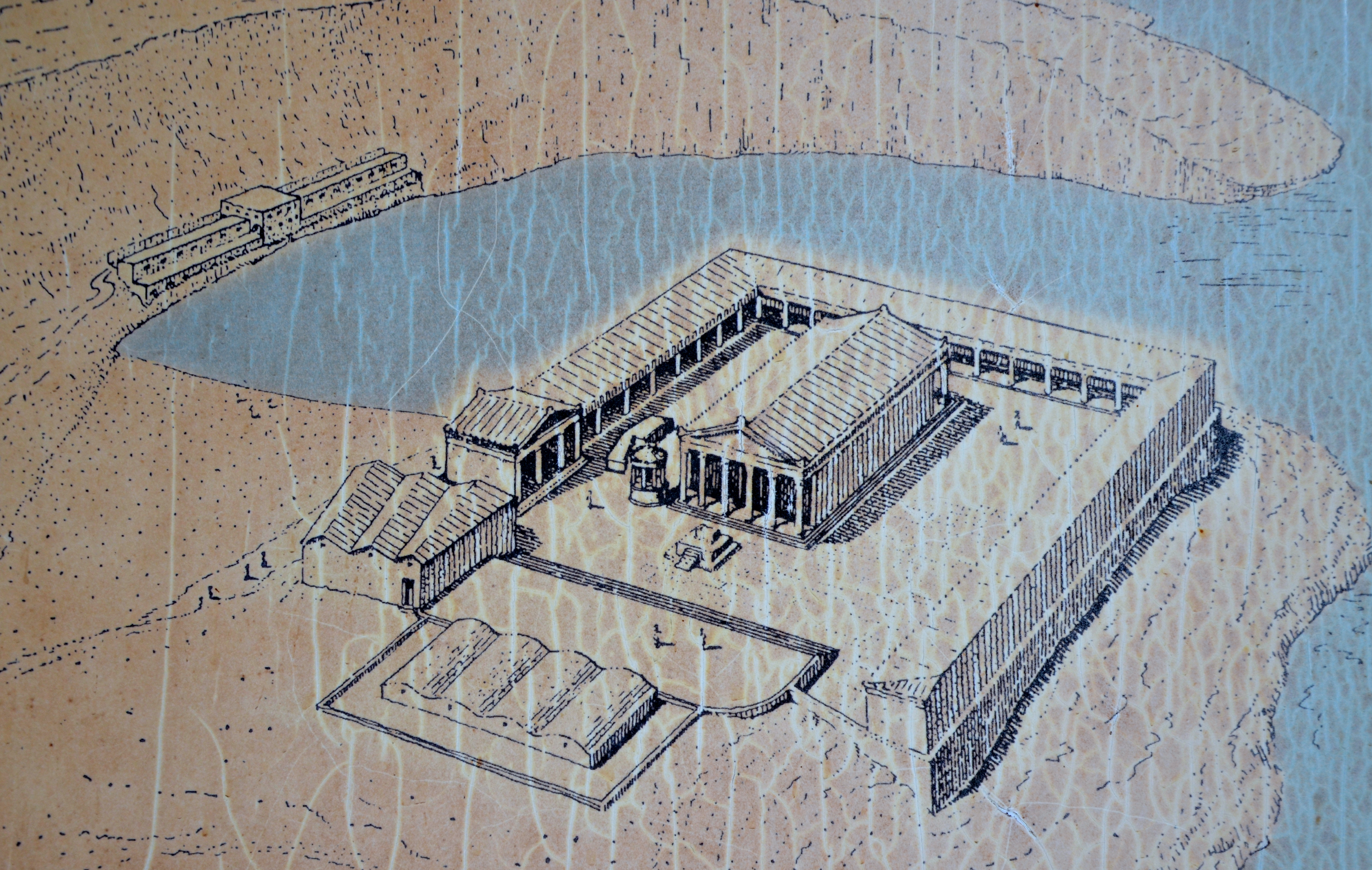
Rekonstruktion des Diktynnaion

Deutsche Ausgrabungen legten 1942 in der Bucht von Menies an der nordöstlichsten Küste von Rodopos Überreste des Heiligtums der antiken Göttin Diktynna (Δικτυνναῖον, Diktynnaion) frei. Das Heiligtum gehörte zur Stadt Polyrrhenia. Seine Entstehung geht möglicherweise bis auf das 7. Jahrhundert v. Chr. zurück, seine Blütezeit hatte es in römischer Zeit unter Kaiser Hadrian. Nach seinem Besuch auf Kreta im Jahr 123 oder wahrscheinlicher 129 n. Chr. wurde der Tempelbezirk ausgebaut und um Unterkünfte für Pilger erweitert. Eine 20 Kilometer lange Straße verband das Heiligtum mit der Küstenstraße, die in etwa dem heutigen Verlauf zwischen Chania und Kissamos entspricht.
Südlich des antiken Tempels errichteten im 9. Jahrhundert christliche Mönche das Kloster Agios Georgios, aus dem später das Kloster Gonia bei Kolymvari hervorging. Nach dem Zerfall des Römischen Reiches wurde ab dem 15. Jahrhundert ein Teil des antiken Baumaterials des Diktynnaion für den Glockenturm des Klosters Gonia verwendet.
Die gegenwärtige Besiedlung von Rodopos beschränkt sich auf einige Dörfer im Süden der Halbinsel. Größere Orte sind das gleichnamige Rodopos (etwa 340 Einwohner) sowie am südöstlichen Rand der Halbinsel die Kleinstadt Kolymvari (etwa 4400 Einwohner). Rodopos verfügt über eine große orthodoxe Kirche und einen großzügig angelegten Dorfplatz mit zwei Tavernen. In dem Ort blieb ein Straßenstein der ehemaligen Römerstraße erhalten.
Als weitere Ortschaften seien Aspra Nera, Afrata und Kamata erwähnt. An der Westküste konnte sich in Ravdoucha ein bescheidener Tourismus etablieren, kleine Beherbergungsbetriebe werden dort vornehmlich von Individualtouristen gebucht.
Nördlich vom Ort Rodopos ist die Halbinsel kaum erschlossen. Von dem Dorf führt lediglich ein unbefestigter Fahrweg in den Nordosten zu den archäologischen Ausgrabungen von Dikymna, das letzte Stück ist nur mit einem Allradfahrzeug befahrbar.

## Wandergebiet

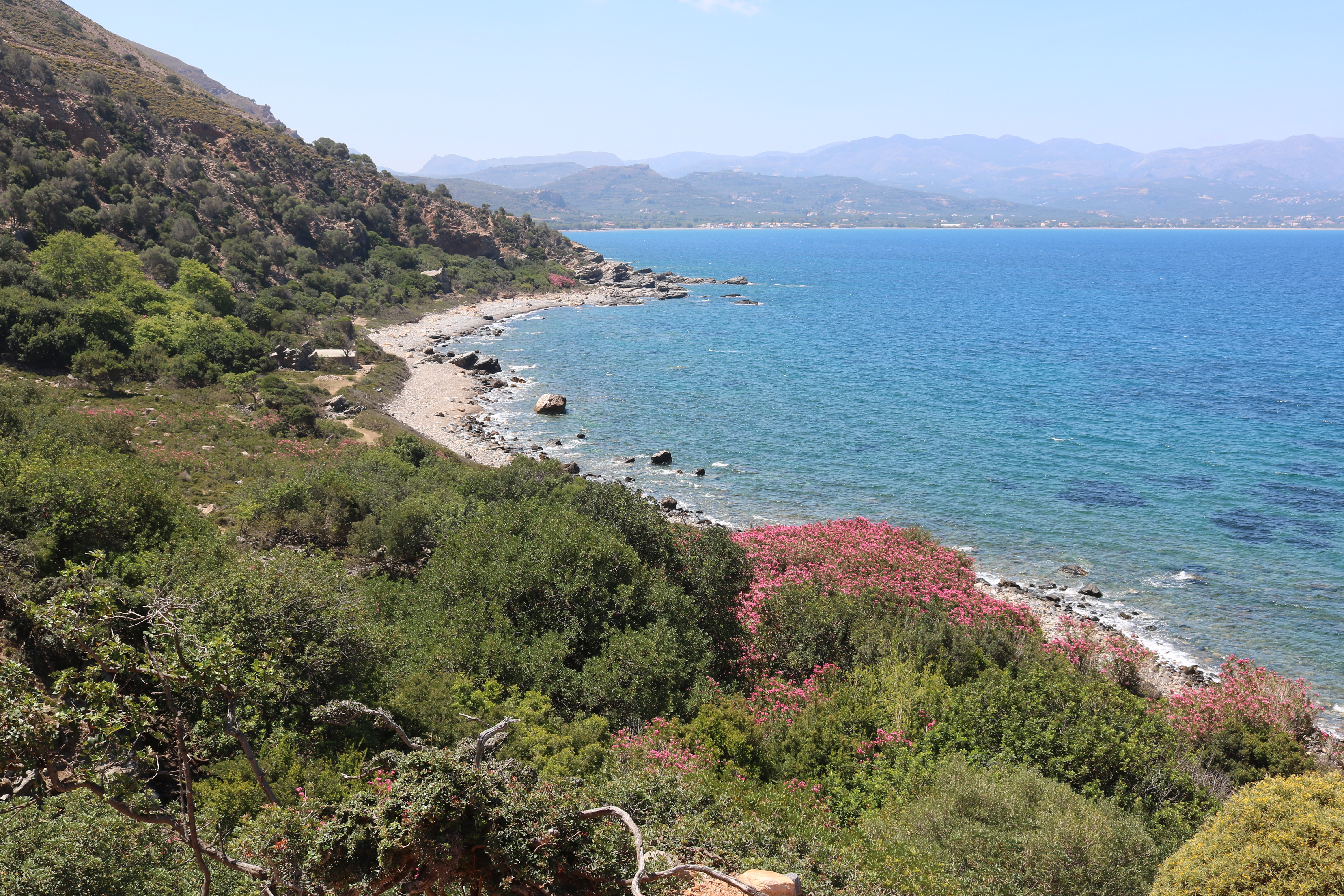
Westküste von Rodopos gesehen vom Wanderpfad nach Ravdoucha

Vom Hauptort Rodopos lässt sich eine ausgedehnte Tageswanderung über die Halbinsel zur Kapelle Agios Ioannis Gionis unternehmen, die jedes Jahr im August Ziel einer Wallfahrt ist.
Von dem am südwestlichsten Rand der Halbinsel gelegenen Campingplatz Nopigia kann auf einem aussichtsreichen Küstenpfad über das Kap Sideris nach Ravdoucha gewandert werden. Für den Hin- und Rückweg sind knapp vier Gehstunden einzuplanen.

## In der Nähe
- Deliana-Mesavlia-Schlucht